# Makreel

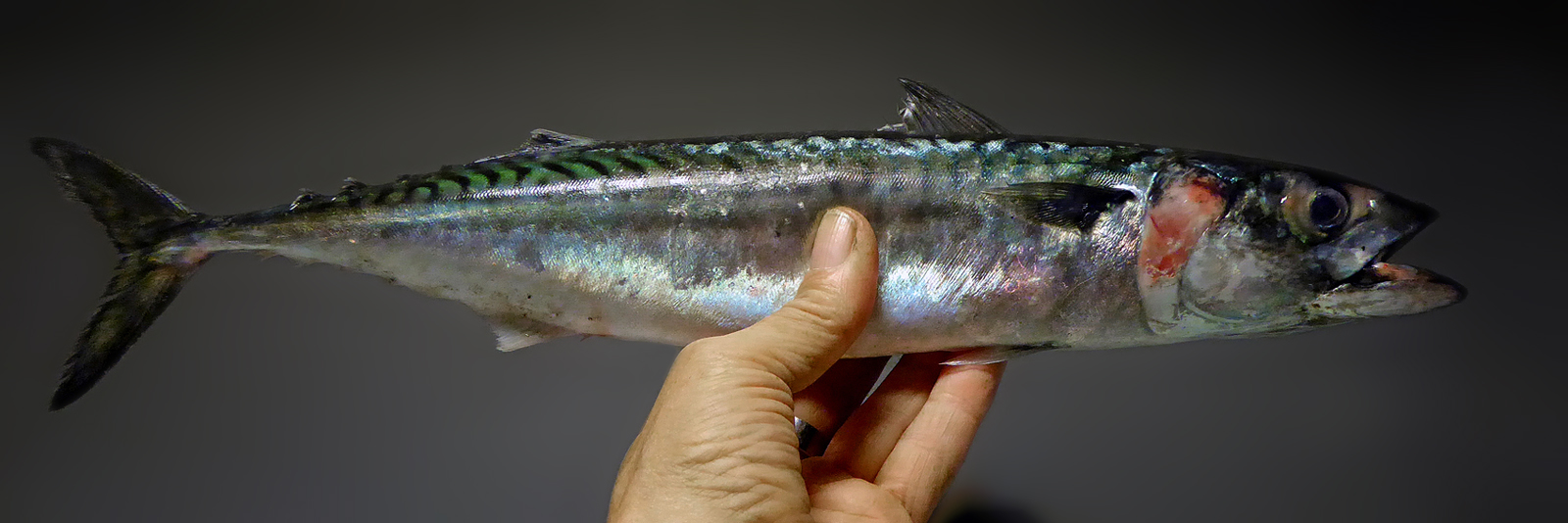

De makreel (Scomber scombrus, ook wel "gewone makreel" of "Atlantische makreel" genoemd) is een straalvinnige vis uit de orde van de baarsachtigen (Perciformes).

## Kenmerken
Deze vis heeft een rond en langwerpig lichaam met twee rugvinnen en een aantal kleine vinnen, die van de achterste rugvin en de aarsvin naar de staart lopen. De staartvin is halvemaanvormig en heeft een klein kieltje aan de basis van iedere vinlob, maar geen kiel aan de zijkanten van het lichaam voor de staart. De voorste rugvin heeft 11 tot 13 slanke stekeltjes, de staartvin is diep ingesneden. Het maximale geregistreerde gewicht is 3400 gram, de maximaal vermelde leeftijd is 17 jaar. De makreel wordt 30 tot 50 cm lang. Het ontbreken van een zwemblaas is karakteristiek voor deze vis. De makreel heeft een groenblauwe rug die wordt onderbroken door donkere golvende lijnen.

## Leefwijze
De makreel is een schoolvis die dicht bij het wateroppervlak zwemt. Het voedsel wordt eveneens aan de wateroppervlakte gezocht. De makreel is een zeer vraatzuchtige vis en voedt zich met organismen die in het plankton voorkomen, kleine kreeftachtigen, garnaalachtigen en vislarven. Ze zwemmen daarbij met geopende bek door de wolken plankton en filteren de kleine kreeftjes, slakjes e.d. uit het water met hun kieuwzeef. De volwassen makrelen jagen ook op kleine vis, meestal sprot en jonge haring.

## Voortplanting
De paaiperiode loopt van mei tot juni. De makreel paait in de centrale Noordzee en langs de zuidkust van Ierland. Het vrouwtje zet per seizoen tot 450.000 eieren af. De eitjes zweven in het water en de larven groeien binnen een jaar uit tot vissen van ruim 20 cm.

## Verspreiding en leefgebied
De vis komt voor in de Atlantische Oceaan, Noordzee, Oostzee, de Middellandse Zee en de Zwarte Zee boven het continentaal plat. In de zomer komen de vissen dicht bij de kust en trekken dan naar het noorden. In de winter bevinden ze zich in diepere wateren.
In april 2025 adviseerde de Viswijzer om geen makreel meer te kopen, wegens “niet meer duurzaam”.

## Visserij en verwerking
De makreel is van groot commercieel belang en een populaire vis voor de consumptie. Bij vrijwel alle viskramen wordt de vis verkocht. Het vlees bevat zeer veel vitamine B12. Het rode visvlees van de makreel bederft heel snel; om deze reden wordt de meeste makreel gestoomd verkocht.
Makreel wordt in warme vochtige lucht van ca. 60 graden gaar gestoomd. Daarna wordt ze door een rookcondensaat gehaald waardoor de oxidatie van de vetten wordt onderbroken. Het echte roken van makreel gebeurt hoofdzakelijk door sportvissers aan huis. Ook verse makreel is goed eetbaar. 
In de Noordzeehavens zijn veel vissersboten die groepen of individuen de gelegenheid bieden met de hengel op makreel te vissen. Ze zoeken de scholen vis op. Bij het vissen wordt op deze boten meestal gebruikgemaakt van een verenpaternoster met diverse haken. Daardoor is het mogelijk meerdere makrelen tegelijk te vangen.